# Uhlyárik Jenő
Uhlyárik Jenő (Lőcse, 1893. október 15. – Budapest, 1974. április 23.) olimpiai ezüstérmes vívó, sportvezető, honvédtiszt.

## Életpályája
1911-től a BBTE (Budapesti Budai Torna Egylet), 1923-tól a MOVE BSE (Magyar Országos Véderő Egylet Budapesti Sportegyesület), majd 1924-től a Wesselényi Vívó Club vívója volt. Kard- és tőrvívásban is versenyzett, de jelentős eredményeket kardvívásban ért el. 1924–1929 között összesen hét alkalommal szerepelt a magyar válogatottban. Az 1924. évi párizsi olimpián tagja volt az ezüstérmes magyar kardcsapatnak. Legjobb egyéni eredményét az 1925. évi oostendei Európa-bajnokságon érte el, ahol az aranyérmes Garay János mögött és a bronzérmes Petschauer Attila előtt a második helyen végzett. Az 1928. évi amszterdami olimpián már nem vett részt. 1929-ben lemondott a válogatottságról, majd 1930-ban visszavonult az aktív sportolástól is.
A második világháború előtt, 1934-től a Magyar Vívószövetség főtitkári tisztét töltötte be. Kisipari termelőszövetkezeti műszaki rajzoló volt, majd hivatásos katona lett. A tüzérségnél szolgált, ezredesi rangban vonult nyugalomba.

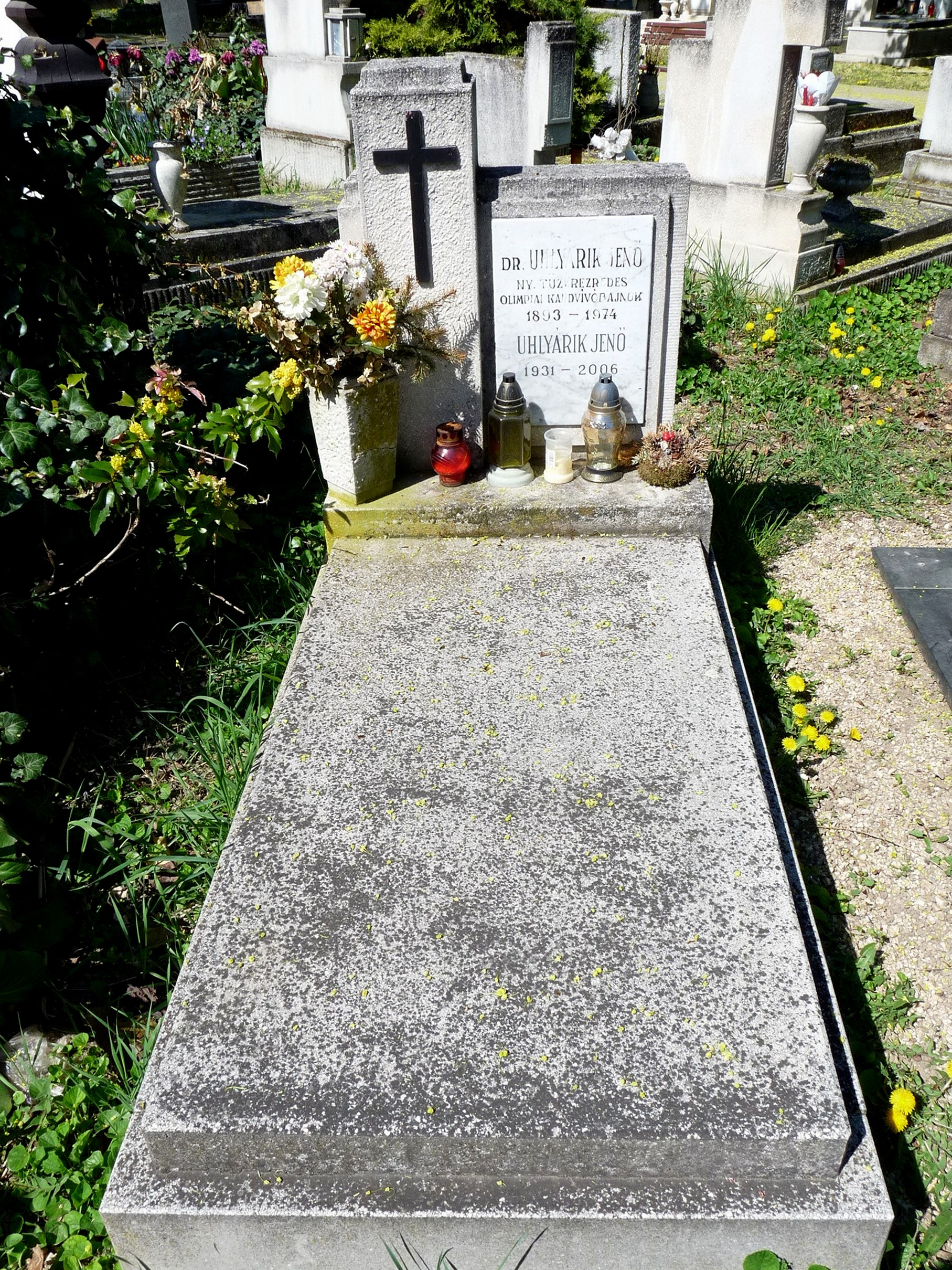
Sírja az Óbudai temetőben (22-3-6)

## Sporteredményei
- olimpiai 2. helyezett:
  - 1924, Párizs: kard, csapat (Berty László, Garay János, Pósta Sándor, Rády József, Schenker Zoltán, Széchy László, Tersztyánszky Ödön)
- Európa-bajnoki 2. helyezett:
  - 1925, Oostende: kard, egyéni
- magyar bajnok:
  - 1925: kard, csapat